# Opius nondilatatus
Opius nondilatatus är en stekelart som beskrevs av Fischer 1996. Opius nondilatatus ingår i släktet Opius och familjen bracksteklar. Inga underarter finns listade i Catalogue of Life.